# Artak Malumian
Artak Malumian –en armenio, Արտակ Մալումյան– (Vanadzor, URSS) es un deportista armenio que compitió en boxeo. Ganó una medalla de bronce en el Campeonato Mundial de Boxeo Aficionado de 2005, en el peso semipesado.

## Palmarés internacional
| Campeonato Mundial | Campeonato Mundial | Campeonato Mundial | Campeonato Mundial |
| Año                | Lugar              | Medalla            | Categoría          |
| ------------------ | ------------------ | ------------------ | ------------------ |
| 2005               | Mianyang (China)   | Medalla de bronce  | 81 kg              |